# 岡島幸人
岡島 幸人（おかじま ゆきひと、1972年 - ）は、日本の美術モデル（ヌードモデル）、美術作家、役者、お笑い芸人、美容師。本名同じ。
愛称は「ゆっくん」（モデル名）（株）アートモデル所属、身長156ｃｍ、O型、愛知県稲沢市出身、津島高等学校卒、大阪芸術大学芸術学部卒

## 受賞歴
- 知立ロータリークラブ会長賞　受賞
- フラッグアートGIFU　入賞
- アトランティスジャパン　デザイナーズカット部門　敢闘賞

## メディア出演

### テレビ
- 2012年2月13日 日本テレビ「1分間の深イイ話」
- 2014年4月22日 中京テレビ「ボイメン☆騎士」
- 2014年9月14日 日本テレビ サンバリュ「職ー１」
- 2017年2月1日 東海テレビ「福田彩乃のハツモノ」
- 2018年5月8日 CBCテレビ「イッポウ!」
- 2018年6月8日 中京テレビ「PS純金」
- 2019年5月4日 日本テレビ「マツコ会議」
- 2021年5月17日 NHKテレビ「おはよう東海」

ラジオ
・2019年5月10日 TOKYOFM「Honda Smile Mission」
・2019年5月25日 CBCラジオ「北野誠のズバリサタデー」
【舞台出演】
劇団VINYL「ヨークシャーたちの空飛ぶ会議」　島之内小劇場
これっきりハイテンションシアター「マシンオイル」　オレンジルーム
これっきりハイテンションシアター「罪悪２」　扇町ミュージアムスクエア
市民ミュージカル「夢に追いかけられた男のララバイ」
OBクラブ「ハイスクールパラダイス」
マイス☆マイス「ねこのて、かします」
マイス☆マイス「キャプテンみーこの空飛ぶ舟」
ゆっくん「ゆっくんのヌードデッサン会」　
ゆっくん「あの娘はぼくの未来」　
ゆっくん「大衆演劇の人」　
ゆっくん　無声演劇祭　出演
ゆっくん　新栄トワイライト年末感謝祭　出演
ゆっくん　ドラマ・デシネ　客演
ゆっくん　新栄コント王　ろーまの平日　客演
ゆっくん一座　新栄トワイライト王　出演
ゆっくん一座　新栄トワイライトORIGIN　出演
ゆっくん　とんちゃんハイボール「乾杯の音頭」客演
ゆっくん　劇団わに社　『D・コンセンテス』　客演
ゆっくん一座　「ゆっくんの魔王これ」紅白劇合戦出演
ゆっくん　劇団わに社「ダイアモンド・リリー」客演

### 雑誌
- プレジデント社「プレジデントNEXT（創刊号）」掲載